# Parafia św. Jana Chrzciciela i św. Jana Ewangelisty w Pilicy
Parafia św. Jana Chrzciciela i św. Jana Ewangelisty – rzymskokatolicka parafia znajdująca się w Pilicy. Parafia należy do dekanatu pilickiego, diecezji sosnowieckiej, metropolii częstochowskiej.
Utworzona w 1089 r. Obsługiwana jest przez księży diecezjalnych.